# رینفورد
رینفورد (به انگلیسی: Rainford) یک شهرک و محله مدنی در بریتانیا است که در کلان‌شهر مستقل سنت هلنز واقع شده‌است. رینفورد ۷٬۷۷۹ نفر جمعیت دارد.